# Кастелацо (Бјела)
Кастелацо (итал. Castellazzo) је насеље у Италији у округу Бијела, региону Пијемонт.
Према процени из 2011. у насељу је живело 250 становника. Насеље се налази на надморској висини од 494 м.